# Pietro Pisurzi
Pietro Pisurzi (Bantine, 1724 - 1799) fou un religiós i poeta sard. A la mort dels seus pares marxà a Sàsser, on entrà al servei d'uns nobles que l'educaren i l'ensenyaren a llegir i escriure. Es va ordenar sacerdot i fou rector de Tissi. A les seves poesies descriu la campinya sarda, però també va conrear la sàtira i la inspiració històrica. La major part de la seva obra resta en manuscrits dispersos.

## Obres
- S'anzone; S'abe; Su cazzadore et sa pudda
- S'imbustu
- Su cazzadore, sa chelva e 'i su pastore
- Malissias e difettos de sas feminas
- Cantone de su cabaddareddu